# Anaphalis xylorhiza
Anaphalis xylorhiza là một loài thực vật có hoa trong họ Cúc. Loài này được Sch.Bip. ex Hook.f. mô tả khoa học đầu tiên năm 1881.